# Taleranol
Taleranol (INN, USAN) (razvojni kod: P-1560), ili teranol, takođe poznat kao β-zearalanol, je sintetički, nesteroidni estrogen iz grupe resorcikličnih kiselih laktona, koji su srodni sa mikoestrogenima prisutnim u Fusarium spp. Onaj materijal nije plasiran na tržište. Taleranol je β epimer zeranola (α-zeralanola) i on je glavni metabolit zeranola, mada je manje biološki aktivan.